# 发展最快的宗教
世界上有许多宗教，包括基督教（包含天主教會、東正教會、新教）、佛教、伊斯兰教、印度教、道教等庞大宗教，也有许多地区性的民间信仰。然而，如何定义当前发展最快的宗教，则有多种说法。许多宗教团体都宣称自己是当前世界上发展最迅猛的宗教，他们有些是以信众的增加绝对数值来定义；有些是以增长的百分比率来定义；有些是以信众家庭出生人数来定义；有些则是以后天皈依者的数量来定义。总的来说，以东亚为主的新兴国家，宗教人口发展十分迅猛；而欧美等西方国家，传统宗教的地位正受到挑战。

## 定义
宗教信仰的人口增长主要依赖信众群体的出生率和皈依群体的大小来决定。对于庞大人口基数的宗教（基督教、伊斯兰教、印度教、佛教等至少一百万信众的宗教），一般采用人数增加的绝对值来判定；对于人数较少的小宗教，则一般用增长百分比率决定。
一般来说，发展势头最猛的宗教符合以下几点之一：
- 信众的绝对值增长数量最多（无论是何原因）；
- 信众的增长百分比率最大；
- 信众皈依者最多（只算后天皈依人口，不计出生人口）。

## 数据搜集
统计这些数据是不简单的。手段一般是依赖“民意调查”的方式。为了客观地显示出各个宗教在不同地区的发展趋势，民意调查通常会在不同年份长期、定期地使用相同方法搜集调查数据。这样的调查只在少数国家进展顺利，比如美国或澳洲。

## 各个宗教
以下为在全球范围内、或某些地区内被认为发展势头较快的宗教信仰。不同宗教在不同地区发展速度均不同。

### 佛教
佛教现在被认为是西方世界里信众发展最快的主要宗教之一，而除此以外，西方人研究佛学的人数也大为增加（即使他们不是信徒）。
佛教是美国和西欧国家发展最快的宗教之一。在澳大利亚，信仰佛教的人数从1996年的20万人增加到2001年的35.8万人，增速达到79.1%。佛教甚至在英格兰的监狱中也传了开来，其信众人数十年内增长8倍。佛教在中国早就是传统宗教，在澳门，佛教也是澳门现今发展速度最快的宗教之一。

### 基督教

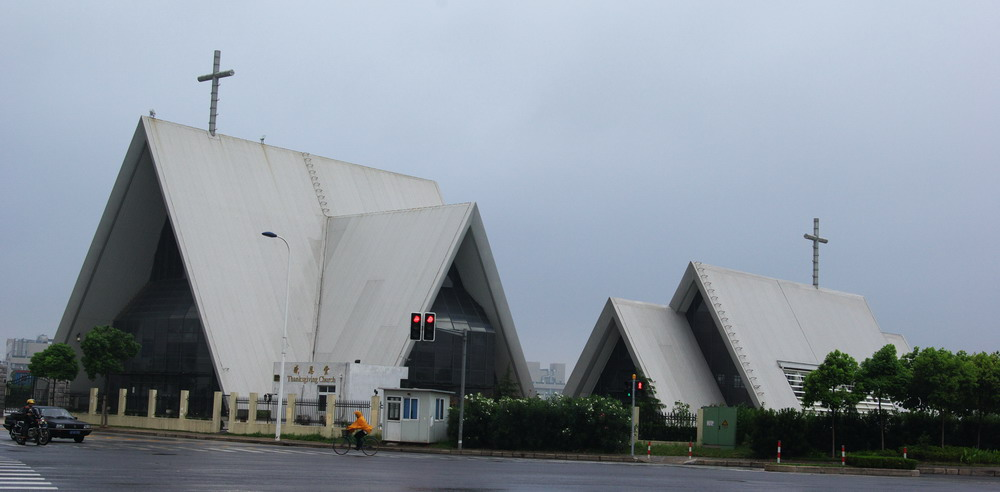
近年基督教在中国的发展较快，许多新教堂拔地而起。

基督教包含天主教會、東正教會、新教及其他獨立教派，基督教在非西方国家（东亚、非洲等地）发展势头迅猛。其中五旬节运动是推广基督教的一个重要推动力。
在越南，基督教信众在1995年至2005年增长了600%。在尼日利亚，基督徒的人数在2003年已经占到全国人口比重48.2%，比1953年的21.4%大幅增长。在南非，参加五旬节运动的人在2001年已经达到总人口的7.1%（1951年只有0.2%）。一项2005年的统计显示，在韩国，基督教信仰者占总人口的29.2%，比1985年的20.7%大幅上涨。 
然而，由于教会丑闻等负面因素，韩国的新教发展趋势放缓，已经被天主教會和佛教取代。
在中国，基督教信众的大幅增长甚至被称为“基督教史上最伟大的复兴”。尽管在二十世纪后期基督教在中国大陆长期遭受打压或限制，基督徒的人口仍然发展到了中国人口的百分之五。一些乐观的媒体甚至估计，当今中国皈依基督教的人口每天达到三万人。在未来的一段时间里，预计中国的基督教发展趋势仍然保持迅猛，在2040年甚至可以从现在的数千万人发展到4亿人，使得中国成为世界上基督教人口最多的国家。
新教也在一些传统的天主教會国家快速传播。例如多數基督徒隸屬天主教會的巴西，新教的信仰人口比例在2010年已达到22.2%，使得传统天主教會的信仰人口比例首次跌破70%。也有一些傳統新教國家的天主教會信徒人數反超新教，例如原本以新教歸正宗為主的荷蘭，近幾年雖然是無宗教人口為主，但天主教會信徒為19.8%，而新教信徒為14.4%。

#### 摩门教
1830年代创立的摩门教的信仰人口数在过去数十年来也大幅增长。摩门教的信仰人口在1830-1850年代平均每年增长10%到25%，1850年后每年约增长4%。20世纪初期每年增长2%，1960年代增快到6%，1990年代降到4%到5%。而1990年后直到21世纪，其人口年增速又进一步放慢到每年2.5%，但仍比世界人口增长率（1.2%）高出一倍。预计如果摩门教的人口以每十年30%到50%的速度增长，其世界地位将在21世纪末显著提高，成为主流宗教。在美国，摩门教的人口以每年1.6%的速度增长，大约同等于美国的人口增速，成为基督教人口增速最快的教派之一（许多教派甚至负增长）。

### 自然神论
2001年的一份报告显示自然神论在1990年到2001年期间信众人口暴涨了717%，是美国增速最快的宗教。在2001年，有大约49,000人自认为是自然神论者，约占美国总人口0.02%。

### 印度教
印度有80%的人口信仰印度教。印度教90%的信众都集中在印度。印度教的信众平均每十年增长20%，每38年有机会翻一番。然而，印度的印度教信仰人口在2001年为80.5%，比1961年下降3%。

### 伊斯兰教

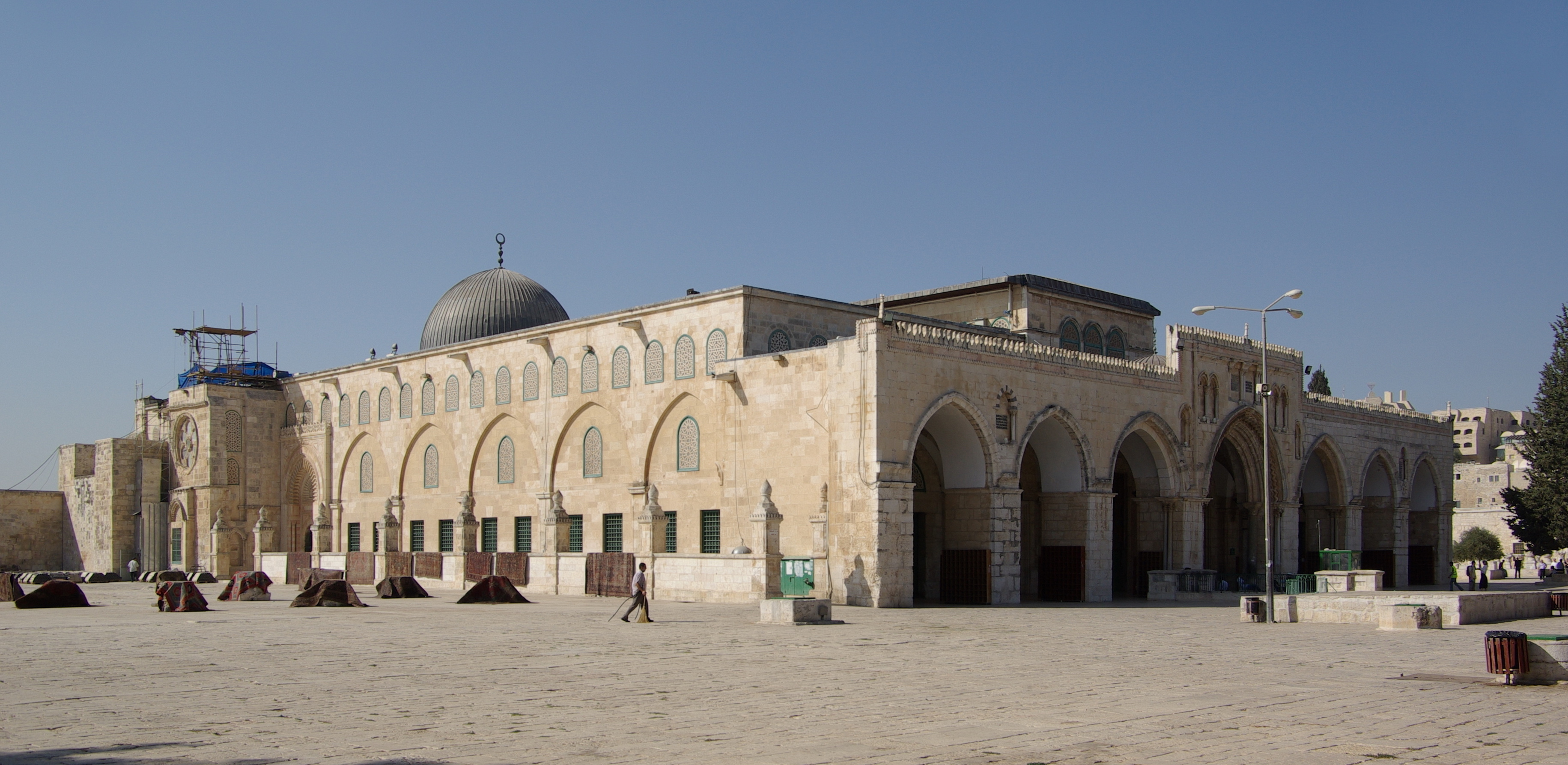
一座伊斯兰清真寺

伊斯兰教在公元633年在阿拉伯地区兴起，并扩展到北非、叙利亚、西班牙等地，甚至抢占了传统基督教的发源地。
根据BBC的报道，2009年，世界上有23%人口是穆斯林，其中60%的穆斯林来自亚洲。从1990年到2010年，世界穆斯林人口平均每年增长2.2%，预计2030年穆斯林将占到全世界人口26.4%，这主要是因为穆斯林国家的出生率普遍较高。
某些研究认为穆斯林的人口增长几乎全部靠“出生率”驱动，即该信仰群体拥有大量的新生者，同时老年信众的预期寿命也有所提高。而“后天皈依”的人很少，几乎没有推动伊斯兰教人口增长。
但主流的观点认为，伊斯兰教的新皈依信徒的比例高于基督教等其他宗教，位列第一。根据2003年版的《吉尼斯世界纪录》，在1990-2000年期间，伊斯兰教的皈依人数比同时期的基督教高出近12,500,000人。

### 威卡教
威卡教信众在20世纪90年代的美国以每年143%的速度飞速增长。2001年已经达到134,000人，是美国发展最快的宗教之一。

### 无信仰

该图显示无信仰者数量在英国增长较快，已经对传统基督教构成挑战。

以人数绝对值来算，无信仰者的人口是在增长当中。即使是这样，它在世界人口的比重仍然在下降，这主要因为世界主要的人口增长都来自宗教色彩浓厚的国家。
在美国，无信仰者人口在1990年有1430万人，2001年已经猛增到2940万人，已经占到总人口的14.1%。无信仰者的人数在美国增长速度超过所有其它主流宗教。“无信仰者”还可分为不可知论者、无神论者、和相信有神但无特定信仰者。在2012年，美国已经有五分之一的人口无信仰，而30岁以下的年轻人无信仰者已经达到三分之一。
在澳大利亚、加拿大、墨西哥等国家，无信仰者的人口增速也非常快。在加拿大，无信仰者人口在2004年比1985年增长了60%。2006年的一份调查显示在澳大利亚，18.2%的人口无信仰，比以往任何年代都要多。在墨西哥，无神论者每年增长5.2%，而天主教會的信众每年增长1.7%。

## 外部連結
- FAQ from Adherents.com describing why it is difficult to measure the fastest growing religion（页面存档备份，存于）
- Religious Projections for the Next 200 Years（页面存档备份，存于） from World Network of Religious Futurists（页面存档备份，存于）